# 贝壳共振
贝壳共振是指将一个空腔足够大的贝壳放到耳边，可听到类似海浪奔腾的波涛声的现象。早在1845年，阿未莉亚·韦尔比就已注意到把贝壳放到耳边所听到的共振声，但不知其来源；1915年，鲁道夫·伯德莫在他所写的科普书中就提出所听到的声音是周围环境噪声的共振声。
现在已经清楚，从贝壳内听到的奔腾声是周围环境噪声，空气流动声，人类体内自身所产生的声和其它声音在贝壳腔内发生共振的声音；它不仅可以在贝壳内发生，而且可在任何适当大小的空腔，如用手窝成的手腔内，发生。
贝壳共振声源来自周围环境的噪声等可以从二方面得到证明：
- 用麦克风在贝壳腔内直接测量其频谱；在不同环境下，可得到不同的频谱和振幅（声的强度）
- 在经过特别设计的声学静室内，可以没有共振声发生。